# Paul Duboc
Paul Duboc (Rouen, 2 d'abril de 1884 - París, 19 d'agost de 1941) va ser un ciclista francès que fou professional entre 1907 i 1927. Era anomenat La Poma. En el seu palmarès destaquen cinc etapes del Tour de França, una el 1909. i quatre el 1911, edició que finalitzà en la segona posició final; així com la general de la Volta a Bèlgica de 1909.
Va morir en un accident laboral l'agost de 1941. Des del 2008, un carrer de Rouen porta el seu nom.

## Palmarès
- 1907
  - 1r de la París-Rungis
- 1909
  - 1r a la Volta a Bèlgica i vencedor d'una etapa
  - Vencedor d'una etapa al Tour de França
- 1911
  - Vencedor de 4 etapes al Tour de França

### Resultats al Tour de França
- 1908. 11è de la classificació general
- 1909. 4t de la classificació general i vencedor d'una etapa
- 1911. 2n de la classificació general i vencedor de quatre etapes
- 1912. Abandona (4a etapa)
- 1913. Abandona (4a etapa)
- 1914. 31è de la classificació general
- 1919. 8è de la classificació general, però després desqualificat
- 1923. 18è de la classificació general
- 1926. 27è de la classificació general
- 1927. Abandona (1a etapa)

### Resultats al Giro d'Itàlia
- Giro d'Itàlia de 1914. Abandona